# 한국계 캐나다인 목록
아래는 저명한 한국계 캐나다인목록이다.

## 직업에 따른 분류

### 학문
- 윤진미
- 이임학
- 박종수
- 조성용

### 배우
- 강주은
- 다이애나 방
- 안드레아 방
- 줄리엔 강
- 샌드라 오
- 그레이스 박
- 진 윤
- 폴 선형 리
- 안효섭
- 스티븐 연
- 조태관
- 문 메이슨
- 최우식

### 예술가
- 마이클 초
- 앤 Y. K. 초이

요리사
- 레이먼킴

### 운동선수
- 데니스 강
- 마이클 킴
- 게일 킴
- 백지선

### 미디어
- Ben Chin
- 인스 최

### 음악인
- 알렉스 (가수)
- G.NA
- JK 김동욱
- 전소미
- 타블로
- 마크

### 정치인
- 연아 마틴